# Instituut voor Marxistische Studies
Het Instituut voor Marxistische Studies (IMAST), in het Frans Institut d'études marxistes (INEM), is een Belgisch marxistisch politiek instituut gelieerd aan de PVDA-PTB. Het IMAST beheert het documentatiecentrum DocuMarx. Van 2003 tot 2016 gaf IMAST het tijdschrift Marxistische Studies uit. Daarnaast is IMAST organisator van de zomeruniversiteit Marxistische Universiteit.